# Schönberg (Lauenburgo)
Schönberg é um município da Alemanha localizado no distrito de Lauenburgo, estado da Schleswig-Holstein.
Pertence ao Amt de Sandesneben-Nusse.